# Taça Europeia de Clubes de Futebol de Praia de 2017
A Taça Europeia de Clubes de Futebol de Praia de 2017 é a quinta edição dos Taça Europeia de Clubes de Futebol de Praia, uma competição anual continental de futebol de praia, onde participam os melhores clubes Europeus à semelhança da UEFA Champions League, realizada na Nazaré, Portugal, a partir de 26 de Maio a 4 de junho de 2017. A equipa italiana do Viareggio defende o título conquistado em 2016.

## Equipas participantes
25 nações estão representadas por um número recorde de 54 clubes. 28 equipas estão qualificadas para a Fase Principal, que consistem em: Viarregio (Campeão em título), ACD Sótão como equipa anfitriã, e o SC Braga, vice-campeão do país anfitrião e 25 de campeões nacionais (com BS Lazio na vaga do campeão de Itália visto que o campeão Viarregio é também Campeão Europeu), enquanto a primeira fase é disputada por todas as restantes equipas que se inscreveram (26 equipas). A lista inicial continha 58 equipas, mas 4 delas não participaram na competição.
| Fase Principal         | Fase Principal           | Fase Principal          | Fase Principal        |
| ---------------------- | ------------------------ | ----------------------- | --------------------- |
| Viareggio (TH)         | Cadiz CF Sotelo          | Ibbenburener BSC        | Arman                 |
| Sporting CP            | BSC Griffin              | Atlas AO                | Dinamo Batumi         |
| ACD Sótão (H)          | BSC Grembach Łódź        | Seferihisar Cittaslow   | "Falfala" Kfar Qassem |
| SC Braga (2nd)         | Jászfényszaru GWP Cservy | ACS West Deva           | RTU                   |
| BSC Kristall           | Grande Motte Pyramide    | FC Valicecar            | Glomminge IF          |
| Lazio BS (2º)          | FC BATE Borisov          | CS Djoker Chisinau      | LSA Perwez BS         |
| Winti Panthers         | Silesia St Neots         | Betuws BS               | MFC Spartak           |
| Fase Preliminar        |                          |                         |                       |
| Casa Benfica de Loures | BSC Spartak Moscovo      | KP Łódź                 | Rostocker Robben      |
| Vitória de Setúbal     | CSKA Moscovo             | ESC Gyongyos            | A.P.S. Napoli Patron  |
| Vila Franca do Rosario | FC City                  | Littoral BS Dunkerquois | Alanyaspor            |
| GR Amigos da Paz       | FC Delta                 | Montpellier Herault     | BS Lansingerland      |
| Nacional da Madeira    | CD Bala Azul             | BSC Vitoblsport         | Littoral BS de Panne  |
| Os Belenenses          | Levante UD               | Portsmouth BSC          |                       |
| BSC Lokomotiv Moscovo  | BSC Artur Music          | SK Bosnia EU Teplice    |                       |

## Fase Preliminar
Com o aumento no número de equipas, cinco grupos de quatro equipas e dois grupos de três equipas competindo no formato todos contra todos a uma mão, constituem a fase preliminar. Os vencedores de cada grupo avançam para a Fase Principal. O  sorteio dos grupos realizou-se a 10 de abril.
| Equipa                  | J | V | V+ | D | GM | GS | DG  | Pts | Qualificação    |
| ----------------------- | - | - | -- | - | -- | -- | --- | --- | --------------- |
| FC Delta (Q)            | 3 | 3 | 0  | 0 | 24 | 5  | +19 | 9   |                 |
| BSC Artur Music (Q)     | 3 | 2 | 0  | 1 | 28 | 8  | +20 | 6   | Melhor 2º class |
| SK Bosnia EU Teplice    | 3 | 1 | 0  | 2 | 7  | 27 | -20 | 3   |                 |
| Littoral BS Dunkerquois | 3 | 0 | 0  | 3 | 7  | 26 | -19 | 0   |                 |

|                         |        |                         |
| FC Delta                | 9 - 1  | Littoral BS Dunkerquois |
| SK Bosnia EU Teplice    | 0 - 14 | BSC Artur Music         |
| FC Delta                | 10 - 1 | SK Bosnia EU Teplice    |
| BSC Artur Music         | 11 - 3 | Littoral BS Dunkerquois |
| Littoral BS Dunkerquois | 3 - 6  | SK Bosnia EU Teplice    |
| BSC Artur Music         | 3 - 5  | FC Delta                |

| Equipa                  | J | V | V+ | D | GM | GA | DG  | Pts |
| ----------------------- | - | - | -- | - | -- | -- | --- | --- |
| BSC Spartak Moscovo (Q) | 3 | 2 | 1  | 0 | 20 | 7  | +13 | 7   |
| Casa Benfica de Loures  | 3 | 2 | 0  | 1 | 18 | 15 | +3  | 6   |
| Rostocker Robben        | 3 | 1 | 0  | 2 | 14 | 14 | -0  | 3   |
| A.P.S. Napoli Patron    | 3 | 0 | 0  | 3 | 8  | 24 | -16 | 0   |

|                        |                         |                        |
| BSC Spartak Moscovo    | 9 - 1                   | A.P.S. Napoli Patron   |
| Rostocker Robben       | 5 - 6                   | Casa Benfica de Loures |
| BSC Spartak Moscovo    | 4 - 4 (3 - 2 Penalties) | Rostocker Robben       |
| Casa Benfica de Loures | 10 - 3                  | A.P.S. Napoli Patron   |
| A.P.S. Napoli Patron   | 4 -5                    | Rostocker Robben       |
| Casa Benfica de Loures | 2 - 7                   | BSC Spartak Moscovo    |

| Equipa                    | J | V | V+ | D | GM | GA | DG  | Pts |
| ------------------------- | - | - | -- | - | -- | -- | --- | --- |
| BSC Lokomotiv Moscovo (Q) | 2 | 2 | 0  | 0 | 25 | 3  | +22 | 6   |
| Vitória FC                | 2 | 1 | 0  | 1 | 8  | 17 | –9  | 3   |
| Littoral BS de Panne      | 2 | 0 | 0  | 2 | 3  | 16 | -13 | 0   |

|                       |        |                      |
| BSC Lokomotiv Moscovo | 9 - 2  | Littoral BS de Panne |
| Vitória FC            | 7 - 1  | Littoral BS de Panne |
| BSC Lokomotiv Moscovo | 16 - 1 | Vitória FC           |

| Equipa                    | J | V | V+ | D | GM | GA | DG  | Pts |
| ------------------------- | - | - | -- | - | -- | -- | --- | --- |
| CSKA Moscovo (Q)          | 3 | 3 | 0  | 0 | 22 | 6  | +16 | 9   |
| ESC Gyongyos              | 3 | 2 | 0  | 1 | 21 | 8  | +13 | 6   |
| BS Lansingerland          | 3 | 1 | 0  | 2 | 9  | 27 | -18 | 3   |
| CD Vila Franca do Rosario | 3 | 0 | 0  | 3 | 9  | 20 | -11 | 0   |

|                           |        |                           |
| CD Vila Franca do Rosario | 1 - 8  | CSKA Moscovo              |
| BS Lansingerland          | 1 - 12 | ESC Gyongyos              |
| CD Vila Franca do Rosario | 5 - 6  | BS Lansingerland          |
| ESC Gyongyos              | 3 - 4  | CSKA Moscovo              |
| CSKA Moscovo              | 10 - 2 | BS Lansingerland          |
| ESC Gyongyos              | 6 - 3  | CD Vila Franca do Rosario |

| Equipa           | J | V | V+ | D | GM | GA | DG  | Pts |
| ---------------- | - | - | -- | - | -- | -- | --- | --- |
| KP Łódź (Q)      | 3 | 3 | 0  | 0 | 28 | 13 | +15 | 9   |
| FC City          | 3 | 2 | 0  | 1 | 13 | 9  | +4  | 6   |
| GR Amigos da Paz | 3 | 1 | 0  | 2 | 13 | 15 | -2  | 3   |
| Portsmouth BSC   | 3 | 0 | 0  | 3 | 9  | 26 | -17 | 0   |

|                  |        |                  |
| GR Amigos da Paz | 2 - 4  | FC City          |
| Portsmouth BSC   | 4 - 15 | KP Łódź          |
| GR Amigos da Paz | 7 - 4  | Portsmouth BSC   |
| KP Łódź          | 6 - 5  | FC City          |
| FC City          | 4 - 1  | Portsmouth BSC   |
| KP Łódź          | 7 - 4  | GR Amigos da Paz |

| Equipa                     | J | V | V+ | D | GM | GA | DG | Pts |
| -------------------------- | - | - | -- | - | -- | -- | -- | --- |
| CD Nacional da Madeira (Q) | 2 | 1 | 1  | 0 | 8  | 6  | +2 | 5   |
| Levante UD                 | 2 | 1 | 0  | 1 | 7  | 7  | 0  | 3   |
| BSC Vitoblsport            | 2 | 0 | 0  | 2 | 6  | 8  | -2 | 0   |

|                        |                |                        |
| CD Nacional da Madeira | 4 - 3 (a.e.t.) | Levante UD             |
| BSC Vitoblsport        | 3 - 4          | Levante UD             |
| BSC Vitoblsport        | 3 - 4          | CD Nacional da Madeira |

| Equipa              | J | V | V+ | D | GM | GA | DG  | Pts |
| ------------------- | - | - | -- | - | -- | -- | --- | --- |
| CD Bala Azul (Q)    | 3 | 3 | 0  | 0 | 21 | 11 | +10 | 9   |
| Alanyaspor          | 3 | 2 | 0  | 1 | 14 | 12 | +2  | 6   |
| Montpellier Herault | 3 | 0 | 1  | 2 | 12 | 15 | -3  | 2   |
| CF OS Belenenses    | 3 | 0 | 0  | 3 | 7  | 16 | -9  | 0   |

|                     |                |                     |
| CF OS Belenenses    | 3 - 4 (a.e.t.) | Montpellier Herault |
| Alanyaspor          | 5 - 6          | CD Bala Azul        |
| CD Bala Azul        | 7 - 5          | Montpellier Herault |
| CF OS Belenenses    | 3 - 4          | Alanyaspor          |
| Montpellier Herault | 3 - 5          | Alanyaspor          |
| CD Bala Azul        | 8 - 1          | CF OS Belenenses    |

## Fase Principal
Devido ao aumento do número de equipas, nove grupos de quatro equipas constituiu a fase de grupos, competindo no formato todos contra todos a uma mão. O sorteio realizou-se a 4 de abril.
| Avança para play-off |

| Team         | Pld | W | W+ | L | GF | GA | +/– | Pts |
| ------------ | --- | - | -- | - | -- | -- | --- | --- |
| Artur Music  | 3   | 3 | 0  | 0 | 18 | 5  | +13 | 9   |
| ACD Sótão    | 3   | 2 | 0  | 1 | 18 | 8  | +10 | 6   |
| FC Valicecar | 3   | 1 | 0  | 2 | 14 | 17 | –3  | 3   |
| Glomminge IF | 3   | 0 | 0  | 3 | 6  | 26 | –20 | 0   |

|              |        |              |
| FC Valicecar | 7 – 3  | Glomminge IF |
| Artur Music  | 2 – 1  | ACD Sótão    |
| ACD Sótão    | 11 – 1 | Glomminge IF |
| FC Valicecar | 2 – 8  | Artur Music  |
| ACD Sótão    | 6 – 5  | FC Valicecar |
| Glomminge IF | 2 – 8  | Artur Music  |

| Team               | Pld | W | W+ | L | GF | GA | +/– | Pts |
| ------------------ | --- | - | -- | - | -- | -- | --- | --- |
| Lokomotiv Moscovo  | 3   | 2 | 1  | 0 | 19 | 8  | +11 | 8   |
| Viareggio BS       | 3   | 2 | 0  | 1 | 27 | 13 | +14 | 6   |
| LSA Perwez BS      | 3   | 1 | 0  | 2 | 8  | 17 | –9  | 3   |
| CS Djoker Chisinau | 3   | 0 | 0  | 3 | 7  | 23 | –16 | 0   |

|                    |              |                    |
| LSA Perwez BS      | 4 – 3        | CS Djoker Chisinau |
| Lokomotiv Moscovo  | 7 – 6 (pro.) | Viareggio BS       |
| Viareggio BS       | 14 – 3       | CS Djoker Chisinau |
| LSA Perwez BS      | 1 – 7        | Lokomotiv Moscovo  |
| Viareggio BS       | 7 – 3        | LSA Perwez BS      |
| CS Djoker Chisinau | 1 – 5        | Lokomotiv Moscovo  |

| Team             | Pld | W | W+ | L | GF | GA | +/– | Pts |
| ---------------- | --- | - | -- | - | -- | -- | --- | --- |
| Dinamo Batumi    | 3   | 2 | 0  | 1 | 15 | 9  | +6  | 6   |
| Lazio BS         | 3   | 1 | 1  | 1 | 16 | 12 | +4  | 5   |
| Arman            | 3   | 1 | 0  | 2 | 13 | 16 | –3  | 3   |
| Silesia St Neots | 3   | 1 | 0  | 2 | 11 | 18 | –7  | 3   |

|                  |              |                  |
| Arman            | 7 – 4        | Silesia St Neots |
| Dinamo Batumi    | 3 – 5 (pro.) | Lazio BS         |
| Lazio BS         | 4 – 5        | Silesia St Neots |
| Arman            | 2 – 5        | Dinamo Batumi    |
| Lazio BS         | 7 – 4        | Arman            |
| Silesia St Neots | 2 – 7        | Dinamo Batumi    |

| Team                  | Pld | W | W+ | L | GF | GA | +/– | Pts |
| --------------------- | --- | - | -- | - | -- | -- | --- | --- |
| Seferihisar Cittaslow | 3   | 3 | 0  | 0 | 16 | 10 | +6  | 9   |
| Griffin Kyiv          | 3   | 2 | 0  | 1 | 13 | 6  | +7  | 6   |
| MFC Spartak Varna     | 3   | 1 | 0  | 2 | 12 | 10 | +2  | 3   |
| ACS West Deva         | 3   | 0 | 0  | 3 | 7  | 22 | –15 | 0   |

|                       |       |                       |
| MFC Spartak Varna     | 3 – 4 | Seferihisar Cittaslow |
| ACS West Deva         | 0 – 7 | Griffin Kyiv          |
| Griffin Kyiv          | 4 – 5 | Seferihisar Cittaslow |
| MFC Spartak Varna     | 8 – 4 | ACS West Deva         |
| Griffin Kyiv          | 2 – 1 | MFC Spartak Varna     |
| Seferihisar Cittaslow | 7 – 3 | ACS West Deva         |

| Team                | Pld | W | W+ | L | GF | GA | +/– | Pts |
| ------------------- | --- | - | -- | - | -- | -- | --- | --- |
| Sporting CP         | 3   | 2 | 1  | 0 | 12 | 7  | +5  | 7   |
| BSC Spartak Moscovo | 3   | 2 | 0  | 1 | 18 | 8  | +10 | 6   |
| Betuws BS           | 3   | 0 | 1  | 2 | 11 | 16 | –5  | 2   |
| RTU                 | 3   | 0 | 0  | 3 | 3  | 13 | –10 | 0   |

|                     |                    |                     |
| Betuws BS           | 3 – 2 (pro.)       | RTU                 |
| BSC Spartak Moscovo | 3 – 3 2 – 3 (g.p.) | Sporting CP         |
| Sporting CP         | 4 – 1              | RTU                 |
| Betuws BS           | 5 – 9              | BSC Spartak Moscovo |
| Sporting CP         | 5 – 3              | Betuws BS           |
| RTU                 | 0 – 6              | BSC Spartak Moscovo |

| Team             | Pld | W | W+ | L | GF | GA | +/– | Pts |
| ---------------- | --- | - | -- | - | -- | -- | --- | --- |
| SC Braga         | 3   | 3 | 0  | 0 | 25 | 4  | +21 | 9   |
| CD Bala Azul     | 3   | 2 | 0  | 1 | 10 | 5  | +5  | 6   |
| Ibbenburener BSC | 3   | 1 | 0  | 2 | 13 | 16 | –3  | 3   |
| Winti Panthers   | 3   | 0 | 0  | 3 | 2  | 25 | –23 | 0   |

|                  |        |                  |
| SC Braga         | 11 – 4 | Ibbenburener BSC |
| CD Bala Azul     | 7 – 0  | Winti Panthers   |
| Winti Panthers   | 2 – 8  | Ibbenburener BSC |
| SC Braga         | 4 – 0  | CD Bala Azul     |
| Winti Panthers   | 0 – 10 | SC Braga         |
| Ibbenburener BSC | 1 – 3  | CD Bala Azul     |

| Team                   | Pld | W | W+ | L | GF | GA | +/– | Pts |
| ---------------------- | --- | - | -- | - | -- | -- | --- | --- |
| BSC Kristall           | 3   | 3 | 0  | 0 | 19 | 6  | +13 | 9   |
| Cadiz CF Sotelo        | 3   | 2 | 0  | 1 | 16 | 13 | +3  | 6   |
| CD Nacional da Madeira | 3   | 1 | 0  | 2 | 6  | 11 | –5  | 3   |
| Atlas AO               | 3   | 0 | 0  | 3 | 3  | 14 | –11 | 0   |

|                        |       |                        |
| Atlas AO               | 0 – 5 | BSC Kristall           |
| CD Nacional da Madeira | 3 – 4 | Cadiz CF Sotelo        |
| BSC Kristall           | 7 – 5 | Cadiz CF Sotelo        |
| CD Nacional da Madeira | 2 – 0 | Atlas AO               |
| BSC Kristall           | 7 – 1 | CD Nacional da Madeira |
| Cadiz CF Sotelo        | 7 – 3 | Atlas AO               |

| Team                     | Pld | W | W+ | L | GF | GA | +/– | Pts |
| ------------------------ | --- | - | -- | - | -- | -- | --- | --- |
| CSKA Moscovo             | 3   | 3 | 0  | 0 | 12 | 6  | +6  | 9   |
| Jászfényszaru GWP Cservy | 3   | 1 | 1  | 1 | 11 | 7  | +4  | 5   |
| FC BATE Borisov          | 3   | 1 | 0  | 2 | 10 | 12 | –2  | 3   |
| KP Łódź                  | 3   | 0 | 0  | 3 | 8  | 16 | –8  | 0   |

|                          |              |                          |
| KP Łódź                  | 2 – 7        | Jászfényszaru GWP Cservy |
| CSKA Moscovo             | 5 – 3        | FC BATE Borisov          |
| Jászfényszaru GWP Cservy | 3 – 2 (pro.) | FC BATE Borisov          |
| CSKA Moscovo             | 4 – 2        | KP Łódź                  |
| Jászfényszaru GWP Cservy | 1 – 3        | CSKA Moscovo             |
| FC BATE Borisov          | 5 – 4        | KP Łódź                  |

| Team                  | Pld | W | W+ | L | GF | GA | +/– | Pts |
| --------------------- | --- | - | -- | - | -- | -- | --- | --- |
| FC Delta              | 3   | 3 | 0  | 0 | 17 | 8  | +9  | 9   |
| Grembach Łódź         | 3   | 2 | 0  | 1 | 15 | 12 | +3  | 6   |
| "Falfala" Kfar Qassem | 3   | 1 | 0  | 2 | 11 | 12 | –1  | 3   |
| Grande Motte Pyramide | 3   | 0 | 0  | 3 | 9  | 20 | –11 | 0   |

|                       |       |                       |
| "Falfala" Kfar Qassem | 5 – 3 | Grande Motte Pyramide |
| FC Delta              | 6 – 2 | Grembach Łódź         |
| Grembach Łódź         | 8 – 3 | Grande Motte Pyramide |
| "Falfala" Kfar Qassem | 3 – 4 | FC Delta              |
| Grembach Łódź         | 5 – 3 | "Falfala" Kfar Qassem |
| Grande Motte Pyramide | 3 – 7 | FC Delta              |

## Play-off

### Esquema
|  | Oitavas de final      | Oitavas de final  |                     |       | Quartas de final | Quartas de final |  |  | Semifinais | Semifinais |  |  | Final | Final |
|  |                       |                   |                     |       |                  |                  |  |  |            |            |  |  |       |       |
|  |                       |                   |                     |       |                  |                  |  |  |            |            |  |  |       |       |
|  |                       |                   |                     |       |                  |                  |  |  |            |            |  |  |       |       |
|  | FC Delta              | 5                 |                     |       |                  |                  |  |  |            |            |  |  |       |       |
|  | FC Delta              | 5                 |                     |       |                  |                  |  |  |            |            |  |  |       |       |
|  | Griffin Kyiv          | 2                 |                     |       |                  |                  |  |  |            |            |  |  |       |       |
|  | Griffin Kyiv          | 2                 | FC Delta            | 6     |                  |                  |  |  |            |            |  |  |       |       |
|  |                       |                   | FC Delta            | 6     |                  |                  |  |  |            |            |  |  |       |       |
|  |                       | CD Bala Azul      | 3                   |       |                  |                  |  |  |            |            |  |  |       |       |
|  | CSKA Moscovo          | CD Bala Azul      | 3                   | 2 (2) |                  |                  |  |  |            |            |  |  |       |       |
|  | CSKA Moscovo          |                   |                     | 2 (2) |                  |                  |  |  |            |            |  |  |       |       |
|  | CD Bala Azul          | 2 (3)             |                     |       |                  |                  |  |  |            |            |  |  |       |       |
|  | CD Bala Azul          | 2 (3)             | FC Delta            | 5     |                  |                  |  |  |            |            |  |  |       |       |
|  |                       |                   | FC Delta            | 5     |                  |                  |  |  |            |            |  |  |       |       |
|  |                       | Artur Music       | 7                   |       |                  |                  |  |  |            |            |  |  |       |       |
|  | Seferihisar Cittaslow | Artur Music       | 7                   | 4     |                  |                  |  |  |            |            |  |  |       |       |
|  | Seferihisar Cittaslow |                   |                     | 4     |                  |                  |  |  |            |            |  |  |       |       |
|  | BSC Spartak Moscovo   | 6                 |                     |       |                  |                  |  |  |            |            |  |  |       |       |
|  | BSC Spartak Moscovo   | 6                 | BSC Spartak Moscovo | 1     |                  |                  |  |  |            |            |  |  |       |       |
|  |                       |                   | BSC Spartak Moscovo | 1     |                  |                  |  |  |            |            |  |  |       |       |
|  |                       | Artur Music       | 3                   |       |                  |                  |  |  |            |            |  |  |       |       |
|  | Artur Music           | Artur Music       | 3                   | 4 (3) |                  |                  |  |  |            |            |  |  |       |       |
|  | Artur Music           |                   |                     | 4 (3) |                  |                  |  |  |            |            |  |  |       |       |
|  | Viareggio BS          | 4 (2)             |                     |       |                  |                  |  |  |            |            |  |  |       |       |
|  | Viareggio BS          | 4 (2)             | Artur Music         | 5     |                  |                  |  |  |            |            |  |  |       |       |
|  |                       |                   | Artur Music         | 5     |                  |                  |  |  |            |            |  |  |       |       |
|  |                       | SC Braga          | 8                   |       |                  |                  |  |  |            |            |  |  |       |       |
|  | BSC Kristall          | SC Braga          | 8                   | 4     |                  |                  |  |  |            |            |  |  |       |       |
|  | BSC Kristall          |                   |                     | 4     |                  |                  |  |  |            |            |  |  |       |       |
|  | Dinamo Batumi         | 2                 |                     |       |                  |                  |  |  |            |            |  |  |       |       |
|  | Dinamo Batumi         | 2                 | BSC Kristall        | 4 (2) |                  |                  |  |  |            |            |  |  |       |       |
|  |                       |                   | BSC Kristall        | 4 (2) |                  |                  |  |  |            |            |  |  |       |       |
|  |                       | Lokomotiv Moscovo | 4 (3)               |       |                  |                  |  |  |            |            |  |  |       |       |
|  | Lokomotiv Moscovo     | Lokomotiv Moscovo | 4 (3)               | 7     |                  |                  |  |  |            |            |  |  |       |       |
|  | Lokomotiv Moscovo     |                   |                     | 7     |                  |                  |  |  |            |            |  |  |       |       |
|  | Grembach Łódź         | 3                 |                     |       |                  |                  |  |  |            |            |  |  |       |       |
|  | Grembach Łódź         | 3                 | Lokomotiv Moscovo   | 5     |                  |                  |  |  |            |            |  |  |       |       |
|  |                       |                   | Lokomotiv Moscovo   | 5     |                  |                  |  |  |            |            |  |  |       |       |
|  |                       | SC Braga          | 8                   |       |                  |                  |  |  |            |            |  |  |       |       |
|  | Sporting CP           | SC Braga          | 8                   | 6     |                  |                  |  |  |            |            |  |  |       |       |
|  | Sporting CP           |                   |                     | 6     |                  |                  |  |  |            |            |  |  |       |       |
|  | Cadiz CF Sotelo       | 4                 |                     |       |                  |                  |  |  |            |            |  |  |       |       |
|  | Cadiz CF Sotelo       | 4                 | Sporting CP         | 2     |                  |                  |  |  |            |            |  |  |       |       |
|  |                       |                   | Sporting CP         | 2     |                  |                  |  |  |            |            |  |  |       |       |
|  |                       | SC Braga          | 3                   |       |                  |                  |  |  |            |            |  |  |       |       |
|  | SC Braga              | SC Braga          | 3                   | 9     |                  |                  |  |  |            |            |  |  |       |       |
|  | SC Braga              |                   |                     | 9     |                  |                  |  |  |            |            |  |  |       |       |
|  | ACD Sótão             | 2                 |                     |       |                  |                  |  |  |            |            |  |  |       |       |
|  | ACD Sótão             | 2                 |                     |       |                  |                  |  |  |            |            |  |  |       |       |

### Oitavos de final
Os jogos foram disputados a 1 Junho 2017.
| Equipe 1              | Resultado      | Equipe 2            |
| --------------------- | -------------- | ------------------- |
| FC Delta              | 5–2            | Griffin Kyiv        |
| CSKA Moscovo          | 2–2 2–3 (g.p.) | CD Bala Azul        |
| BSC Kristall          | 4–2            | Dinamo Batumi       |
| Lokomotiv Moscovo     | 7–3            | Grembach Łódź       |
| Seferihisar Cittaslow | 4–6            | BSC Spartak Moscovo |
| Artur Music           | 4–4 3–2 (g.p.) | Viareggio BS        |
| Sporting CP           | 6–4            | Cadiz CF Sotelo     |
| SC Braga              | 9–2            | ACD Sótão           |

### Quartos de final
Os jogos foram disputados a 2 Junho 2017.
For 9º–16º lugar
| Equipe 1              | Resultado      | Equipe 2      |
| --------------------- | -------------- | ------------- |
| Griffin Kyiv          | 4–5            | CSKA Moscovo  |
| Seferihisar Cittaslow | 6–13           | Viareggio BS  |
| Grembach Łódź         | 3–4            | Dinamo Batumi |
| Cadiz CF Sotelo       | 6–6 2–1 (g.p.) | ACD Sótão     |

For 1º–8º lugar
| Equipe 1            | Resultado      | Equipe 2     |
| ------------------- | -------------- | ------------ |
| FC Delta            | 6–3            | CD Bala Azul |
| BSC Spartak Moscovo | 1–3            | Artur Music  |
| Lokomotiv Moscovo   | 4–4 3–2 (g.p.) | BSC Kristall |
| Sporting CP         | 2–3            | SC Braga     |

### Meias finais
Os jogos foram disputados a 3 Junho 2017.
For 13º–16º lugar
| Equipe 1              | Resultado | Equipe 2     |
| --------------------- | --------- | ------------ |
| Seferihisar Cittaslow | 2–4       | Griffin Kyiv |
| Grembach Łódź         | 6–5       | ACD Sótão    |

For 9º–12º lugar
| Equipe 1      | Resultado  | Equipe 2        |
| ------------- | ---------- | --------------- |
| Viareggio BS  | 5–3 (pro.) | CSKA Moscovo    |
| Dinamo Batumi | 1–3        | Cadiz CF Sotelo |

For 5º–8º lugar
| Equipe 1            | Resultado | Equipe 2     |
| ------------------- | --------- | ------------ |
| BSC Spartak Moscovo | 9–0       | CD Bala Azul |
| BSC Kristall        | 9–2       | Sporting CP  |

For 1º–4º lugar
| Equipe 1          | Resultado | Equipe 2 |
| ----------------- | --------- | -------- |
| Lokomotiv Moscovo | 5–8       | SC Braga |
| Artur Music       | 7–5       | FC Delta |

## Finais
Os jogos foram disputados a 4 Junho 2017.
For 15º–16º lugar
| Equipe 1  | Resultado      | Equipe 2              |
| --------- | -------------- | --------------------- |
| ACD Sótão | 4–4 6–5 (g.p.) | Seferihisar Cittaslow |

For 13º–14º lugar
| Equipe 1      | Resultado | Equipe 2     |
| ------------- | --------- | ------------ |
| Grembach Łódź | 3–1       | Griffin Kyiv |

For 11º–12º lugar
| Equipe 1      | Resultado | Equipe 2     |
| ------------- | --------- | ------------ |
| Dinamo Batumi | 3–6       | CSKA Moscovo |

For 9º–10º lugar
| Equipe 1        | Resultado | Equipe 2     |
| --------------- | --------- | ------------ |
| Cadiz CF Sotelo | 2–4       | Viareggio BS |

For 7º–8º lugar
| Equipe 1    | Resultado | Equipe 2     |
| ----------- | --------- | ------------ |
| Sporting CP | 6–3       | CD Bala Azul |

For 5º–6º lugar
| Equipe 1     | Resultado | Equipe 2            |
| ------------ | --------- | ------------------- |
| BSC Kristall | 5–1       | BSC Spartak Moscovo |

For 3º–4º lugar
| Equipe 1          | Resultado | Equipe 2 |
| ----------------- | --------- | -------- |
| Lokomotiv Moscovo | 5–4       | FC Delta |

### Final Taça
| Equipe 1 | Resultado | Equipe 2                                                       |
| --- | --------- | -------------------------------------------------------------- |
| SC Braga | 8–5       | Artur Music                                                    |
| Leo Martins 1' · Jordan Santos 11', 32' · Bruno Xavier 18' · Be Martins 20' · Bokinha 24', 30' · Mauricinho 28' |           | 3' Ivan Glutskyi · 4', 11', 30' Oleh Zborovskyi · 9' Deiwerson |

## Prémioss
| Melhor marcador                  | Melhor marcador | Melhor marcador |
| -------------------------------- | --------------- | --------------- |
| Gabriele Gori ( Viareggio BS)    |                 |                 |
| 18 golos                         |                 |                 |
| Melhor jogador                   |                 |                 |
| Mauricinho ( SC Braga)           |                 |                 |
| Melhor Guarda-redes              |                 |                 |
| Vitalii Sydorenko ( Artur Music) |                 |                 |

Source: 

## Classificação Final
| Rank | Team                  |
| ---- | --------------------- |
| 1    | SC Braga              |
| 2    | Artur Music           |
| 3    | Lokomotiv Moscovo     |
| 4    | FC Delta              |
| 5    | BSC Kristall          |
| 6    | BSC Spartak Moscovo   |
| 7    | Sporting CP           |
| 8    | CD Bala Azul          |
| 9    | Viareggio BS          |
| 10   | Cadiz CF Sotelo       |
| 11   | CSKA Moscovo          |
| 12   | Dinamo Batumi         |
| 13   | Grembach Łódź         |
| 14   | Griffin Kyiv          |
| 15   | ACD Sótão             |
| 16   | Seferihisar Cittaslow |